# Rockville (South Carolina)
Rockville ist die einzige Gemeinde (town) auf Wadmalaw Island im Charleston County in South Carolina. Nach dem US Census 2020 lebten hier 141 Menschen.

## Geografie und Verkehr
Rockville liegt im Süden von Wadmalaw Island, am Nordufer des Bohicket Creek. Dieser Arm mündet etwa eine Meile entfernt in den North Edisto River und trennt die Gemeinde von Seabrook Island im Süden. Der South Carolina Highway 700 hat hier seinen Endpunkt und verbindet den Ort mit Charleston.

## Geschichte
Rockville ist seit dem späten 17. Jahrhundert von Europäern besiedelt, als Gründungsdatum des Ortes wird oft 1784 angegeben. Im 19. Jahrhundert war Rockville eine beliebte Sommerfrische, viele der Gebäude aus dieser Zeit sind bis heute erhalten. 1996 gründete sich die heutige Gemeinde.

## Politik
Der Gemeinderat von Rockville nutzt das Mayor-Council-System und besteht aus einer „starken“ Bürgermeisterin und vier Ratsmitgliedern. Amtierende Bürgermeisterin ist Riley A. Bradham (Stand 2022).

## Kultur und Sport

### Rockville Historic District
Der Rockville Historic District ist seit dem 13. Juni 1972 als einziges Objekt der Gemeinde im National Register of Historic Places eingetragen. Er umfasst mehrere historische Sommerhäuser, Wohnhäuser und zwei Kirchengebäude in ihrem Süden, die zwar alle sehr unterschiedlich sind, aber doch ein zusammenhängendes Ensemble bilden. Alle Gebäude haben große Veranden, sind auf Holzstelzen gelagert und nutzen den Seewind zur Kühlung. Zwischen den Häusern stehen Virginia-Eichen und Palmettopalmen.

### Rockville Regatta
Die Rockville Regatta ist eine jährlich am ersten Wochenende im August stattfindende Segelregatta auf dem Bohicket Creek, die seit 1890 in Rockville ausgetragen wird. Damit ist sie die älteste Regatta im gesamten Bundesstaat. Heute wird das Rennen mit Segelbooten des Typs Sea Island One Design ausgetragen.